# Ум-ель-Буакі (вілаєт)
Ум-ель-Буакі (араб. ولاية أم البواقي‎‎) — вілаєт Алжиру. Адміністративний центр — м. Ум-ель-Буакі. Площа — 6 783 км². Населення — 644 364 особи (2008).

## Географічне положення
Вілаєт розташований в горах Орес. На півночі межує з вілаєтами Константіна, Сук-Ахрас та Гельма, на сході — з вілаєтом Тебесса, на півдні — з вілаєтами Хеншела та Батна, на заході — з вілаєтом Міла.

## Адміністративний поділ
Поділяється на 12 округів та 29 муніципалітетів.
| Алжир | Це незавершена стаття з географії Алжиру. Ви можете допомогти проєкту, виправивши або дописавши її. |